# 石陋
石陋（?—?），字处贱，乐陵郡厌次縣（今山东省阳信县东南）人。西晋官員。司徒石鉴之子。
石陋袭封父爵为昌安县侯，官至屯骑校尉。晋惠帝太安年间，为光祿勳。当时长沙王司马乂杀齐王司马冏。河间王司马颙与成都王司马颖起兵讨伐。晋惠帝下诏以司马乂为大都督，与司马颙、司马颖拒战三月。朝廷派石陋劝说司马颖，让他和司马乂分陕而居，司马颖不从。